# خیابان تنهایی (فیلم)
خیابان تنهایی (به انگلیسی: Lonely Street) فیلمی محصول سال ۲۰۰۸ و به کارگردانی پیتر اتینگر است. در این فیلم بازیگرانی همچون جی مهر، کت ویلیامز، نیکی کاکس، جو مانتگنا، رابرت پاتریک، ارنی هادسون، کن داویتیان، لیندسی پرایس، مایک استار، الن آلبرتینی دو، پال رودریگز، هدر والکوئیست و کوین چاپمن ایفای نقش کرده‌اند.